# فيليب لي (كيميائي)
فيليب لي (بالفرنسية: Philip Lee)‏ (و. 1944  م) هو كيميائي كندي، ولد في هونغ كونغ.

## مناصب
تولى منصب Lieutenant Governor of Manitoba ‏ (2009–2015).

## التعليم
تعلم في جامعة مانيتوبا.

## جوائز
حصل على جوائز منها:
- نيشان كندا من رتبة عضو.